# Бестен
Бестен (нем. Beesten) — община в Германии, в земле Нижняя Саксония.
Входит в состав района Эмсланд. Подчиняется управлению Фререн. Население составляет 1666 человек (на 31 декабря 2010 года). Занимает площадь 2560 ha км².

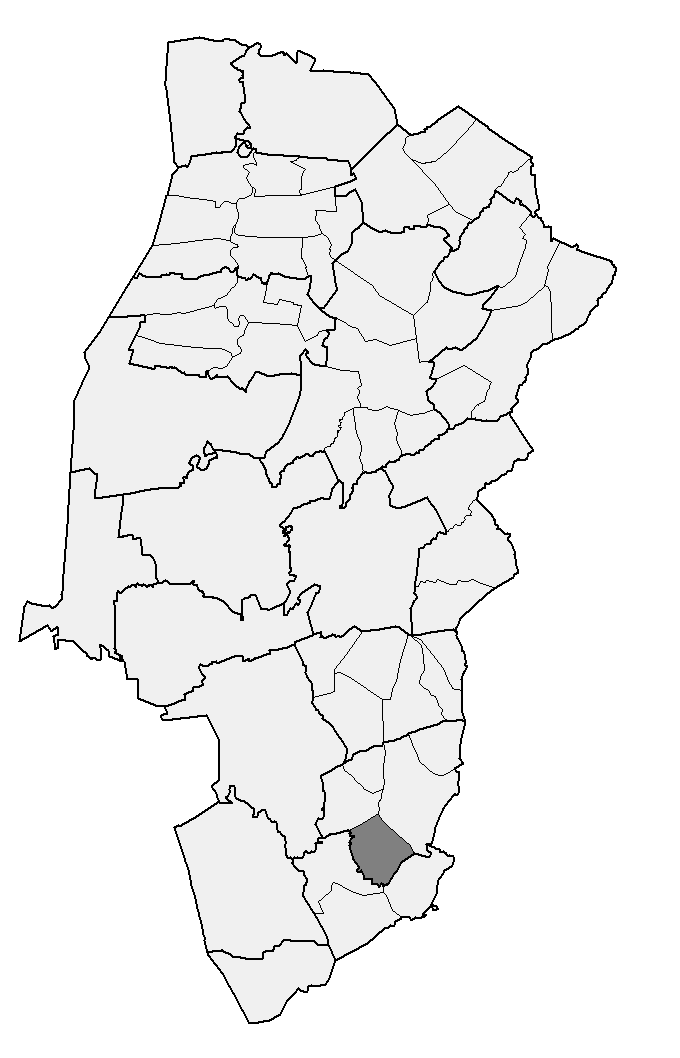
Бестен в Эмсланде

| Год  | Население |
| ---- | --------- |
| 1990 | 1529      |
| 1995 | 1612      |
| 2000 | 1611      |
| 2005 | 1700      |
| 2010 | 1656      |